# Transposition der großen Arterien
Die Transposition der großen Arterien (TGA) ist eine angeborene Vertauschung der vom Herzen abgehenden Gefäße und bei der levo-TGA (Syn. Korrigierte Transposition der großen Arterien) zusätzlich auch der ankommenden Gefäße. Bei der häufigeren dextro-Transposition der großen Arterien (d-TGA) ist die Aorta mit der rechten (vorne liegenden) und die Lungenarterie mit dem der linken (hinten liegenden) Kammer des Herzens verbunden. Daher sind der Lungen- und der Körperkreislauf getrennt und das Krankheitsbild ist, wenn nicht andere Fehlbildungen (beispielsweise ein Vorhofseptumdefekt) vorliegen und der Ductus arteriosus Botalli geschlossen ist (geschieht normalerweise in den ersten Lebenstagen), mit dem Leben nicht vereinbar.
Die TGA tritt mit 5 % der angeborenen Herzfehler sowohl als alleinige Fehlbildung als auch in Verbindung mit einem Ventrikelseptumdefekt (VSD), einer zusätzlichen Pulmonalstenose (Verengung der Lungenschlagaderklappe) und anderen komplexen Fehlbildungen auf und ist die zweithäufigste zyanotische Fehlbildung des Herzens. Da sie durch eine gestörte Drehung der Ausflussbahn des Herzens in der Embryonalentwicklung entsteht, ist sie ein häufiges Symptom im Rahmen von sogenannten Heterotaxien.

## Krankheitsbild

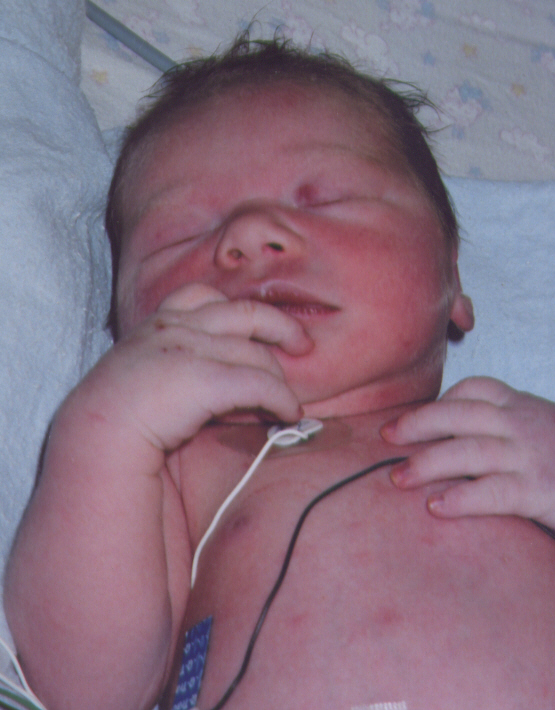
Zyanotisches Neugeborenes mit TGA und VSD

Bei der d-TGA sind die Hauptschlagader (Aorta) und die Lungenschlagader vertauscht. Sie überkreuzen sich nicht wie bei einem gesunden Herzen, sondern steigen parallel auf. Die Aorta wird von der rechten Herzkammer gespeist, die Lungenschlagader von der linken. Körper- und Lungenkreislauf sind nicht hintereinander geschaltet, sondern bilden zwei separate Kreisläufe. Beim Fötus im Mutterleib wird das Blut in der Plazenta oxygeniert, daher hat die Lunge noch keine gasaustauschende Funktion. Verschließen sich nach der Geburt die fetalen (vorgeburtlichen) Querverbindungen, kommt das Kind in einen lebensbedrohlichen Zustand, weil Körper- und Lungenkreislauf jetzt tatsächlich getrennt sind und somit die Sauerstoffversorgung des Körpers unterbunden ist. Bei mehr als der Hälfte der Kinder besteht allerdings zusätzlich ein weiterer Herzfehler, wie z. B. ein Ventrikelseptumdefekt. Dieser entscheidet über den Grad der Zyanose.

## Diagnostik
- Die Echokardiografie liefert fast immer eine eindeutige Diagnose.
- Eine Herzkatheteruntersuchung wird nur in einigen Fällen zur Abklärung weiterer Komplikationen notwendig.

## Therapie

### Medikamentöse und Interventionelle Therapie
Sobald sich Ductus arteriosus und Foramen ovale im Rahmen der normalen nachgeburtlichen Entwicklung verschließen und damit einen Übergang des sauerstoffreichen Bluts aus der Lungen- in den Körperkreislauf unterbinden, versucht man als lebensrettende Maßnahmen den Ductus arteriosus mit dem Wirkstoff Prostaglandin offenzuhalten. Eine weitere Möglichkeit besteht darin, das Foramen ovale mit dem Rashkind-Manöver (Einreißen der Vorhofscheidewand mit einem Ballonkatheter) zu erweitern. Es entsteht ein künstlicher Atriumseptumdefekt (ASD).

### Operationen
Die heute übliche Operation einer d-TGA ist die Arterielle Switch-Operation. Sie wird in den ersten Lebenstagen oder -wochen durchgeführt. Aorta und Lungenschlagader werden kurz oberhalb der Herzklappen abgetrennt und vertauscht wieder angenäht (Pulmonalarterienanastomose wurde meistens mittels  einen Perikardflicke rekonstruiert). Dabei müssen die Herzkranzgefäße ebenfalls verpflanzt werden. Ein bestehender Ventrikelseptumdefekt (VSD) wird verschlossen. Der Kreislauf entspricht jetzt dem anatomisch richtigen Verlauf. In der postoperativen Phase wurde häufig eine supravalvuläre Pulmonalstenose beobachtet. Der Verzicht auf das Perikardpflicke für die Rekonstruktion der Lungenarterie und die Verwendung einer direkten Verbindung reduzierten die Inzidenz dieser Komplikation.  Die Kinder entwickeln sich in der Regel ganz komplikationslos und normal.
Frühere Operationsverfahren waren die fast identischen Operationsverfahren Vorhofumkehr nach Senning oder Mustard. Die Vorhofscheidewand wurde entfernt und auf Vorhofebene eine künstliche Umleitung des venösen Blutes geschaffen, so dass das sauerstoffreiche Blut in den Körperkreislauf gelangt. Aorta und Lungenschlagader blieben an der „verkehrten“ Stelle stehen. Das bedeutet, dass jetzt, entgegen dem natürlichen Kreislauf, das rechte Herz in den Körperkreislauf pumpt und das linke in den Lungenkreislauf. Vielen nach diesen Methoden operierten Patienten geht es heute gut. Es muss aber auf Dauer möglicherweise mit Herzrhythmusstörungen gerechnet werden, die Trikuspidalklappe kann undicht werden und der rechte Systemventrikel kann aufgrund der hohen Drücke, die er aufbringen muss, versagen. Deshalb werden diese Operationen nach inzwischen ausreichenden und positiven Erfahrungen mit der arteriellen Switch-Operation nach Jatene nur noch in sehr seltenen Fällen durchgeführt.
Das Prinzip der Rastelli-Operation bei einer d-TGA mit VSD und Pulmonalstenose basiert auf der Tatsache, dass die linke Herzkammer durch eine Verengung im unteren Teil der Lungenschlagader einen hohen Druck aufbringen muss und deshalb das von den Lungen kommende sauerstoffreiche Blut über den VSD in die Aorta fließen kann. Die Kreisläufe werden auf der Ebene der Ventrikel (Herzkammern) durch das Einsetzen eines klappentragenden Conduits und somit den funktionellen Verschluss des VSD getrennt. Der Conduit muss je nach Alter und Zeitpunkt der Operation später ausgetauscht werden. Weil nach dieser Operation die linke Herzkammer das Blut in den Körperkreislauf und die rechte Herzkammer das Blut in den Lungenkreislauf pumpt, handelt es sich ebenfalls um eine anatomische Korrektur. Dieses Operationsverfahren wird auch heute noch bei entsprechenden Indikationen angewandt.
Alle Operationen werden mit Hilfe der Herz-Lungen-Maschine durchgeführt. Lebenslange Kontrolluntersuchungen sind einzuhalten und auch auf die Endokarditisprophylaxe ist zu achten.

## Taussig-Bing-Komplex
Der Taussig-Bing-Komplex ist eine sehr seltene Sonderform der TGA (eine partielle TGA):
- Die Aorta entspringt der rechten Herzkammer
- Die Pulmonalarterie „reitet“ über einem Ventrikelseptumdefekt und nimmt das Blut aus beiden Herzkammern auf

Folgen:
- Das venöse Blut aus dem Körperkreislauf fließt über den rechten Vorhof in die rechte Herzkammer, weiter in die Aorta und in den Körperkreislauf.
- Das oxygenierte Blut aus der Lunge fließt über die linke Vorkammer in die linke Herzkammer und dann zum größeren Teil durch die „reitende“ Pulmonalarterie (die damit Anschluss sowohl an die rechte wie die linke Herzkammer hat) wieder in die Lunge und zum kleineren Teil durch den Ventrikelseptumdefekt in die rechte Herzkammer und dann über die Aorta in den Körperkreislauf.
- Es entsteht eine Überbelastung sowohl der Lungen als auch des rechten Herzens, die zur Insuffizienz beider Organe führen kann.

Dieses Krankheitsbild ist nach den Erstbeschreibern Helen B. Taussig (Kinderärztin und Kardiologin) und Richard J. Bing (amerikanischer Chirurg) benannt.

## Korrigierte Transposition der großen Arterien
Bei der korrigierten Transposition der großen Arterien  auch levo-Transposition der großen Arterien (l-TGA) laufen die Arterien, wie oben beschrieben, parallel, aber auch die rechte und linke Herzkammer sind vertauscht. Der linke Vorhof gibt sein Blut, welches er über die vertauschte Lungenschlagader erhalten hat, direkt an die rechte Herzkammer ab. Von dort fließt es über die vertauschte Aorta und den Körperkreislauf in den rechten Vorhof, der es in die linke Herzkammer abgibt. Herz- und Lungenkreislauf sind somit nicht getrennt, aber die linke Herzkammer unterhält den Lungenkreislauf und die deutlich schwächere rechte Herzkammer den Körperkreislauf. Die Kinder erscheinen nach der Geburt eventuell zunächst herzgesund. Zusätzliche Herzfehlbildungen können dieses Krankheitsbild aber kompliziert machen.

## Malposition
Von einer Malposition spricht man, wenn beide großen Arterien aus einem Ventrikel entspringen, entsprechend einem Double-Outlet-Right/Left-Ventrikel (DORV / DOLV). Da damit eine Arterie richtig und die andere falsch gespeist wird, vermeidet man die hier inkorrekte Bezeichnung „Transposition“.